# NetBeans
Netbeans är en fri integrerad utvecklingsmiljö som används för att skriva olika program, bland annat Javaprogram, C++ och PHP-skript.